# Đô thị trung tâm văn phòng của Nhật Bản
Đô thị trung tâm văn phòng của Nhật Bản là những thành phố trong vùng thủ đô Tōkyō được chỉ định làm nơi giúp giãn bớt các văn phòng khỏi Tōkyō nhằm giải quyết tình trạng tập trung quá mức vào Tōkyō.
Trong Quy hoạch Cơ bản Vùng thủ đô Tōkyō lần thứ 4 vào năm 1986, Nhật Bản bắt đầu chỉ định một số thành phố là đô thị trung tâm văn phòng. Từ năm 1988, thì chủ trương này được chính thức hóa bằng Luật Xúc tiến Hình thành Lãnh thổ Đa cực Phân tán. Các đô thị trung tâm văn phòng sẽ được Bộ Giao thông và Lãnh thổ của Nhật Bản quy hoạch phát triển.
Năm 1986, có 11 thành phố và vùng đô thị đã được chỉ định là đô thị trung tâm văn phòng. Đó là:
| - Yokohama - Kawasaki - Atsugi - Hachioji - Tachikawa | - Ōme - Kumagaya - Fukaya - Urawa - Ōmiya (sau đó đều đã được sáp nhập vào thành thành phố Saitama) | - Tsuchiura - Tsukuba - Ushiku - Narita - Khu đô thị mới Chiba - Chiba - Kisarazu |

Đến năm 1999, trong Quy hoạch Cơ bản Vùng thủ đô Tōkyō lần thứ 5 lại có thêm 5 thành phố và vùng đô thị nữa được chỉ định là đô thị trung tâm văn phòng. Đó là:
- Tama (tăng cường cho Hachioji - Tachikawa)
- Sagamihara - Machida
- Kawagoe
- Kasukabe - Koshigaya
- Kashiwa